# Aéroport municipal de Bismarck
L’aéroport municipal de Bismarck (IATA : BIS, ICAO : KBIS, FAA LID : BIS), en anglais Bismarck Municipal Airport, est situé à 5 km du sud-est du centre-ville de Bismarck, la capitale du Dakota du Nord. L’aéroport, public, est la propriété de la ville de Bismarck. Il compte deux pistes d’atterrissage.